# Верхнее Кумчозеро
Верхнее Кумчозеро — пресноводное озеро на территории Чёбинского сельского поселения Медвежьегорского района Республики Карелии.

## Общие сведения
Площадь озера — 11 км². Располагается на высоте 159,0 метров над уровнем моря.
Котловина ледниково-тектонического происхождения.
Форма озера лопастная, продолговатая: вытянуто с северо-запада на юго-восток. Берега изрезанные, каменисто-песчаные, местами заболоченные.
В озеро впадают два ручья. Из северо-западной оконечности озера вытекает река Кумса, впадающая в Онежское озеро.
На озере пятьдесят два острова общей площадью 0,89 км², рассредоточенных по всей площади водоёма. Наиболее крупные: Ламмсуари, Елосуари, Ригисуари, Гебосуари и Хаватсуари.
Рыба: щука, плотва, окунь, сиг, лещ, налим, ёрш.
Населённые пункты и автодороги вблизи водоёма отсутствуют.
Код объекта в государственном водном реестре — 01040100611102000018732.